# Цериметрія
Цериметрі́я — титриметричний метод, що застосовується для визначення відновників за допомогою солей Ce(IV).

## Визначення
Окисником у даному методі є 0,1 або 0,01 моль/л розчини сполук церію(IV): Ce(SO4)2, (NH4)2[Ce(NO3)6] або Ce(SO4)2·2(NH4)2SO4·2H2O. В ході реакції іони Ce(IV) відновлюються до Ce(III):
{\displaystyle \mathrm {Ce^{4+}+e^{-}\rightleftarrows \ Ce^{3+}} }
Стандартні окисно-відновні потенціали при цьому відрізняються в залежності від аніонів у розчині: 1,45 В для Ce(SO4)32-/Ce3+, 1,60 В для Ce(NO3)6/Ce3+.
У цериметрії можливе пряме, зворотне і замісникове титрування. 
Кінцева точка визначається кількома можливими способами:
- без індикатора (іони Ce(IV) мають жовте забарвлення, а Ce(III) — безбарвні);
- за допомогою окисно-відновних індикаторів (дифеніламіну, фероїну, фенілантранілової кислоти), необоротних індикаторів (метилоранжу, метилового червоного);
- інструментальними методами (потенціометрично, амперометрично, фотометрично).

## Застосування
Велике значення окисно-відновного потенціалу дає змогу проводити визначення речовин, що мають нижчі значення, зокрема іони Fe(II), As(III), Sb(III), NO2-, оксалат-іони, H2O2, гідроксиламін, вуглеводи тощо.
Загалом цериметрія подібна до перманганатометрії, але має ряд переваг:
- титранти є стійкими на холоді і при нагріванні;
- при титруванні солями Ce(IV) зазвичай не утворюється побічних продуктів, які можуть вплинути на точність визначення;
- визначення можна проводити у середовищі HCl (на відміну від перманганатометрії і подібно до хроматометрії).

## Стандартизація
Розчини солей церію не відповідають вимогам до стандартних речовин, тому вони готуються як вторинні стандартні розчини. Їх стандартизують за оксалатами натрію або амонію:
{\displaystyle \mathrm {2Ce^{4+}+2H_{2}C_{2}O_{4}\longrightarrow 2Ce^{3+}+2H^{+}+2CO_{2}\uparrow } }
Також застосовується стандартизація методом йодометрії — за стандартним розчином Na2S2O3.